# Mount Ruapehu
De Mount Ruapehu of Ruapehu is een stratovulkaan op het Noordereiland van Nieuw-Zeeland. In de krater bevindt zich een niet-permanent kratermeer.

## Geografie
Samen met de Ngauruhoe en de Tongariro maakt de Ruapehu deel uit van het Tongariro nationaal park en het Vulkanisch gebied Taupo. Met 2797 m is het het hoogste punt van het Noordereiland. Er zijn drie toppen te onderscheiden die elk een eigen naam hebben: Tahurangi (2797m), Te Heuheu (2755m) en Paretetaitonga (2751m). De Maorinaam Ruapehu kan vertaald worden als lawaaierige kuil.

## Activiteit
De meest recente erupties vonden plaats in 1861, 1895, 1903, 1945, 1969, 1971, 1975, 1988, 1995, 1996, 1997 en 2007. Er waren aanwijzingen dat de vulkaan begin mei 2008 opnieuw actief werd.
De meest recente activiteit dateert van november 2012